# Kitakami
Kitakami (japonsky 北上川 [Kitakamigawa]) je řeka na ostrově Honšú v Japonsku. Je 243 km dlouhá. Protéká prefekturami Iwate a Mijagi.

## Průběh toku
Pramení na západním svahu hřbetu Kitakami. Převážně teče jižním směrem v dlouhé tektonické dolině. Ústí do zálivu Išinomaki Tichého oceánu.

## Vodní stav
Nejvyšší průtok je na jaře a v létě.

## Využití
Využívá se k plavení dřeva a k zisku vodní energie. Na dolním toku je možná vodní doprava pro lodě s malým ponorem. V údolí řeky se nacházejí rozsáhlá rýžová pole. Leží na ní města Morioka, Mizusawa a v ústí přístav Išinomaki.